# Arch Enemy
Arch Enemy est un groupe suédois de death metal mélodique, formé en 1995 par l'ex-guitariste de Carcass, Michael Amott. Le groupe était à l'origine représenté par Johan Liiva, la chanteuse Angela Gossow ayant pris sa place en 2001. Celle-ci est remplacée en 2014 par la Canadienne Alissa White-Gluz.

## Biographie

### Débuts etBlack Earth(1996–1997)
Arch Enemy est formé par Michael Amott quand celui-ci a quitté le groupe de grindcore et death metal Carcass. Les deux guitaristes Michael Amott et son frère Christopher Amott (Armageddon) se sont regroupés avec le chanteur Johan Liiva et le batteur de session Daniel Erlandsson. Le premier disque du groupe, Black Earth, est commercialisé chez le disparu Wrong Again Records en 1996. Il obtient un bon succès au Japon grâce à la diffusion sur MTV du single Bury Me An Angel, alors que le succès est plus modéré en Suède.
À ce moment, Arch Enemy est plus un projet solo qu'un vrai groupe : Michael Amott écrit lui-même toutes les chansons et joue même de la basse sur ce disque, contrairement à ce qu'indiquent les crédits de l'album, qui désignent Johan Liiva comme bassiste. Michael Amott a révélé plus tard qu'il a écrit les crédits de cette manière pour que l'album ressemble plus à celui d'un groupe et non pas à un projet solo. Beaucoup considèrent ce disque comme le plus violent du groupe, caractère adouci sur les disques suivants, mais jamais totalement abandonné.
L’expression " burning bridges" vient de l’anglais et cela fait référence à un comportement où quelqu’un prend des actions qui ruinent délibérément ses relations avec d’autres personnes ou organisations, souvent de manière irréversible.

### StigmataetBurning Bridges(1998–1999)
Après la sortie de Black Earth, le groupe change de label et signe un contrat avec Century Media Records. En 1998, Arch Enemy sort Stigmata, pour lequel le bassiste Martin Bengtsson et le batteur Peter Wildoer rejoignent le groupe. Cet album obtient l'attention d'une plus large audience et gagne en popularité en Europe et en Amérique[réf. nécessaire]. Il est aussi le premier album d'Arch Enemy à sortir dans le monde entier[réf. nécessaire]. En 1999, Sharlee D'Angelo prend la place de bassiste et Daniel Erlandsson est une nouvelle fois recruté pour s'occuper de la batterie, cette fois de manière permanente.
Burning Bridges sort en 1999, puis est vite suivi par Burning Japan Live 1999, initialement prévu pour sortir uniquement au Japon, mais qui est plus tard distribué partout à la demande des fans. Pendant la tournée de Burning Bridges, Sharlee D'Angelo est temporairement remplacé deux fois, par Dick Lövgren (Meshuggah, ex-Armageddon, ex-In Flames), puis par Roger Nilsson (ex-Spiritual Beggars, Firebird, The Quill). Burning Bridges marque un changement au niveau du son principal d'Arch Enemy, qui opte maintenant pour une approche plus mélodique, tout en gardant la touche plus brutale des deux premiers albums.

### DeWages of SinàDoomsday Machine(2001–2005)

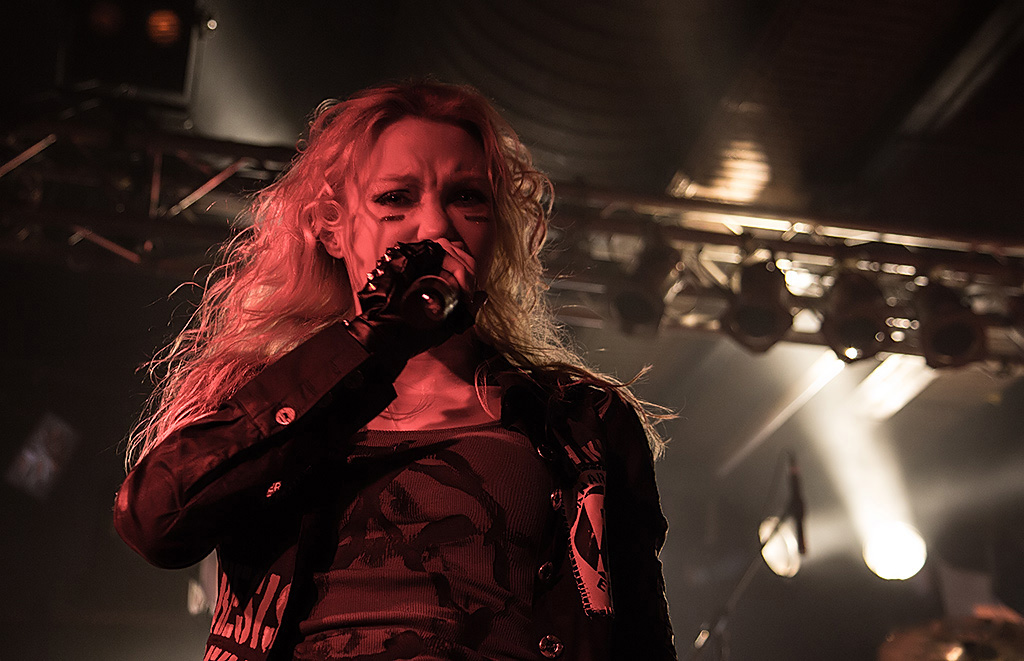
Angela Gossow première chanteuse du groupe

En 2001, Johan Liiva est prié de quitter le groupe. Michael Amott déclara qu'il voulait un frontman plus dynamique et que les performances en concert du chanteur n'étaient pas suffisantes par rapport au reste du groupe. Johan Liiva est vite remplacé par Angela Gossow, une journaliste amateur allemande, chanteuse de death metal, qui avait donné une cassette démo à Christopher Amott un peu plus tôt au cours d'une interview avec celui-ci. Angela Gossow s'affirme en chanteuse réellement compétente et est accueillie chaleureusement par la plupart des fans.
C'est en 2001 que parait Wages of Sin, premier album sur lequel chante Angela Gossow. Au mois de décembre de la même année, Arch Enemy prend part au concert Japan's Beast Feast 2002, jouant aux côtés de Slayer et Motörhead. Anthems of Rebellion sort en 2003 et apporte quelques innovations, comme l'utilisation d'une seconde voix en harmonie dans la chanson End of the Line. En novembre, le groupe publie l'EP Dead Eyes See No Future, qui contient des extraits live ainsi que trois reprises de Manowar, Megadeth et Carcass. En juin 2005, Arch Enemy termine l'enregistrement de leur sixième album, Doomsday Machine. En juillet, le guitariste Christopher Amott quitte le groupe pour se recentrer sur sa vie personnelle. Il est temporairement remplacé par le guitariste Gus G. (ex-Dream Evil, Firewind), puis par Fredrik Åkesson. Christopher revient de manière permanente en mars 2007, peu après que le groupe est rentré en studio pour commencer l'enregistrement de leur nouvel album avec le producteur Fredrik Nordström. Fredrik Åkesson intègre entre-temps Opeth.

### Rise of the Tyrant(2007-2008)
Le septième album du groupe, intitulé Rise of the Tyrant, sort le 24 septembre 2007 en Europe et le 25 septembre aux États-Unis. L'album se place à la 84e position du Billboard 200. Arch Enemy joue au Bloodstock Open Air Festival au mois d'août 2007 entre Sabbat et In Flames. Puis le groupe joue au Black Crusade fin 2007 aux côtés de Machine Head, Trivium, DragonForce, et Shadows Fall.
Le 8 mars 2008, Arch Enemy enregistre un concert à Tokyo pour le DVD Tyrants of the Rising Sun dans le cadre de la tournée de Rise of the Tyrant.

### The Root of All Evil(2009–2010)
Début 2009, le groupe entame alors une tournée en Europe et en Amérique du Sud. Le groupe jouera aussi aux côtés de Opeth, Chimaira, et Motörhead au sein du festival Dubai Desert Rock Festival. Le nouvel album sort le 28 septembre 2009 en Europe, le 30 septembre au Japon, et le 6 octobre aux États-Unis : The Root of All Evil. Il comporte douze chansons provenant des 3 premiers albums et entièrement réenregistrées pour l’occasion avec la chanteuse actuelle. Après la sortie de l'album, le groupe entreprend une tournée en Asie, en Australie ainsi qu'un passage en Nouvelle-Zélande (leur premier passage). La tournée commence le 17 octobre 2009 au Loud Park Festival au Japon. Le groupe y partage l'affiche avec Megadeth, Judas Priest, Slayer, Anthrax, Rob Zombie et Children of Bodom.

### Khaos Legions(2011–2014)
Selon une interview de septembre 2010 de la chanteuse Angela Gossow, Arch Enemy entrera en studio début décembre pour enregistrer le huitième album, intitulé Khaos Legions. Celui-ci sort le 30 mai 2011.
Le 3 mars 2012, le groupe annonce sur sa page Facebook le départ de Christopher Amott, celui-ci est remplacé par Nick Cordle (qui apparaît dans le clip de Under Black Flags We March). Arch Enemy s'offre ensuite un break afin d'aborder l'album suivant (prévu en 2014) dans les meilleures conditions. Ils travaillent également sur un nouveau DVD live dont la sortie est prévue pour fin 2013.

### War Eternal(2014–2016)

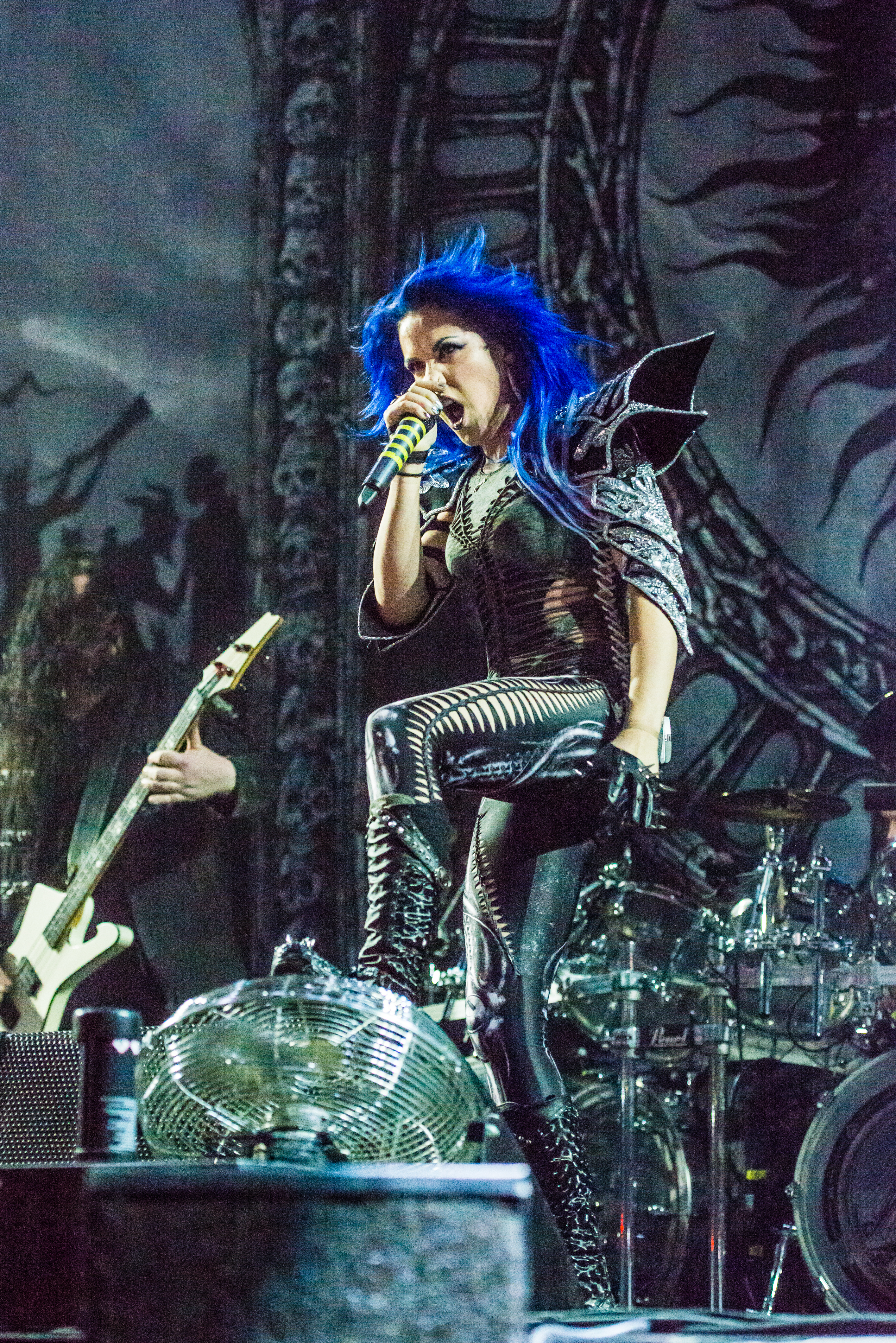
Arch Enemy en soutien à Nightwish en 2015

Le 17 mars 2014, le groupe annonce que la sortie de son nouvel album War Eternal, dont la sortie mondiale est prévue début juin 2014, permettra de présenter la nouvelle chanteuse, Alissa White-Gluz, qui officiait auparavant dans le groupe québécois The Agonist. Angela reste dans l'entourage du groupe et se focalisera sur le management. Le 17 novembre 2014, le groupe annonce le départ de Nick Cordle (guitare). Celui-ci est remplacé par Jeff Loomis, ami de Michael Amott. La fin de la tournée américaine est assurée par Christopher Amott (frère de Michael). Le groupe part en tournée européenne avec Kreator et passe par des villes comme Lyon, Oberhausen, Berlin ou bien Dublin jusqu'au 22 décembre 2014 à Newcastle.
Le 25 février 2015, ils publient un EP, "Stolen Life", uniquement disponible au Japon et contenant des démos de leur album War Eternal ainsi que quelques reprises. La même année, le groupe participe au Hellfest, leur dernière participation remontant à 2010. Le 22 mai 2015, le groupe publie un coffret  collector contenant les albums Wages of Sin, Anthems of Rebellion ainsi que Doomsday Machine. Peu après, le groupe repart en tournée commune avec Nightwish et Amorphis.
Après quelques dates en janvier 2016 au Mexique, le groupe part en tournée estivale en passant notamment le Wacken Open Air. Le 31 mars 2017, le groupe publie un coffret DVD, As the Stage Burns. Il comprend notamment leur performance au Wacken Open Air.

### Will to Power(2017-2019)

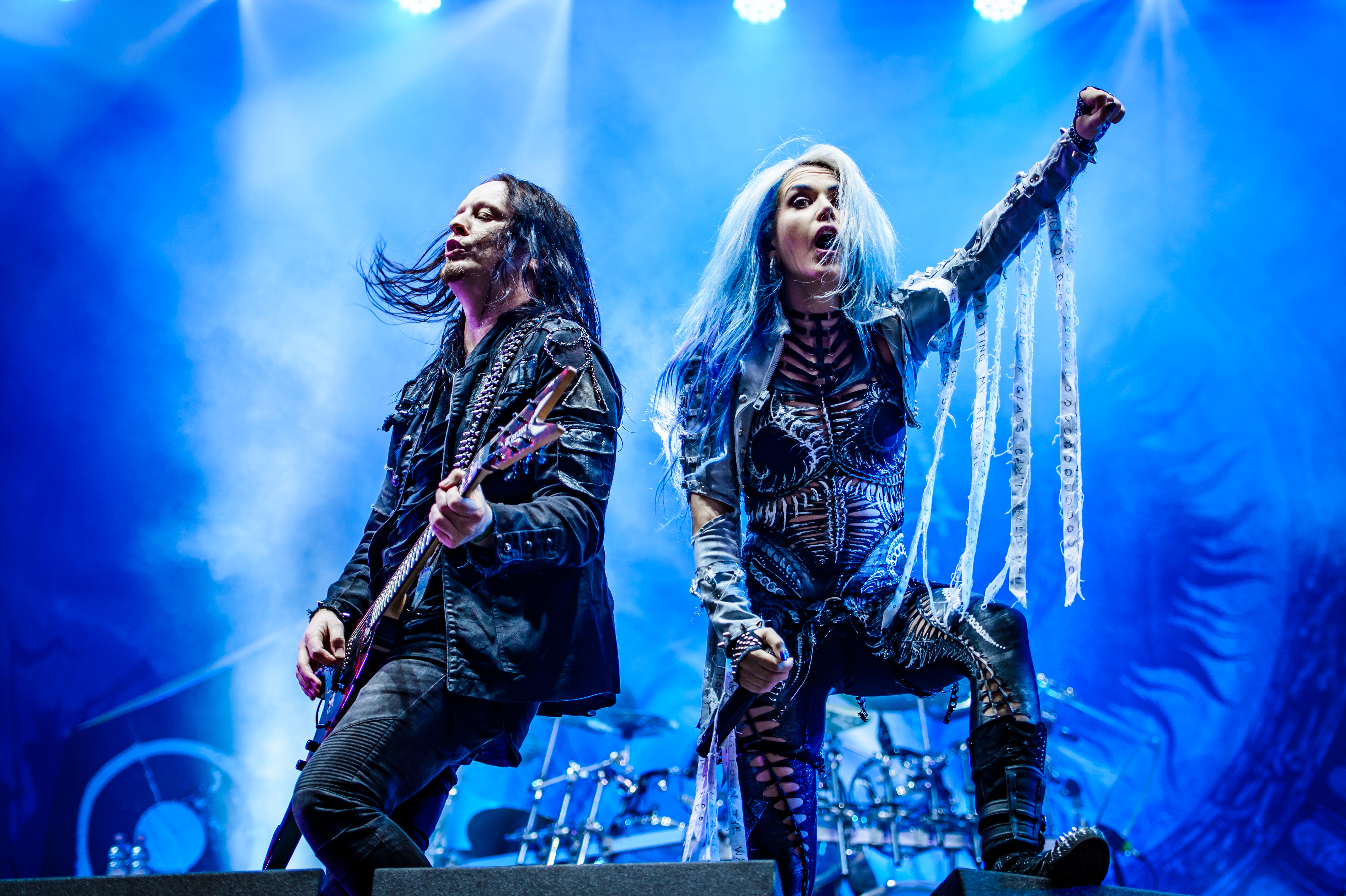
Arch Enemy au RockHarz Open Air 2017 de Ballenstedt (Allemagne)

Le 23 mai 2017, le groupe annonce la sortie de leur dixième album intitulé Will to Power. Celui-ci sort le 8 septembre 2017. À cette occasion, le groupe repart en tournée à partir du 15 septembre à Innsbruck et passera par des villes comme Belgrade, Sofia, Riga ou bien Helsinki.
À la suite de la publication de l'album, le groupe publie un clip vidéo de "The Race" le 17 octobre 2017. Ils partent par la suite en tournée nord-américaine à partir du 27 octobre 2017, accompagnés des groupes While She Sleeps et Fit For An Autopsy. Ils font notamment étape à Orlando et passent par des villes comme Atlanta, Toronto ou bien Denver.
Ils repartent en tournée en tête d'affiche, cette fois-ci accompagnés des groupes Wintersun, Tribulation et Jinjer à partir du 12 janvier 2018 avec une première étape à Munich. Celle-ci s'achève le 7 février à Sarrebrück. Ils vont par la suite en tournée nord-américaine avec Goatwhore et Uncured du 28 septembre 2018 au 27 octobre 2018 avec une dernière étape à Sayreville.
Le 1er juin 2019, le groupe part en tournée européenne en participant tout d'abord au festival Metalitalia à Milan, ainsi que le Metalfest Open Air à Plzen avant de repartir pour d'autres villes comme Bordeaux, Barcelone ou bien Viveiro. Il est prévu également qu'ils fassent la première partie d'Amon Amarth, dans le cadre du "Berserker World Tour", lors d'une nouvelle tournée nord-américaine avec d'autres groupes suédois, comme At The Gates et Grand Magus. La tournée démarre alors le 26 septembre 2019 à Seattle pour s'achever le 26 octobre 2019 à Los Angeles.

### Pandémie deCovid-19etDeceivers(depuis 2020)
Le groupe annonce une tournée européenne commune avec Behemoth, Carcass et Unto Others devant se dérouler durant l'automne 2021. Cependant, en raison de la pandémie de Covid-19 et des restrictions liées à celle-ci, la tournée est reportée d'un an. Il est notamment annoncé un passage par Paris le 04 octobre 2022, ainsi qu'à Lyon le 11 octobre 2022. 
Le 21 octobre 2021, le groupe publie son nouveau single "Deceiver, Deceiver". Le clip de celui-ci est à nouveau réalisé par Patrick Ullaeus. Plusieurs autres singles sont publiés, comme "House of Mirrors" le 09 décembre 2021 ou bien "Handshake with Hell" le 04 février 2022. C'est lorsqu'ils publient "In the Eye of the Storm" qu'ils annoncent la sortie de leur onzième album Deceivers pour le 12 août 2022, toujours sous le label Century Media Records. 

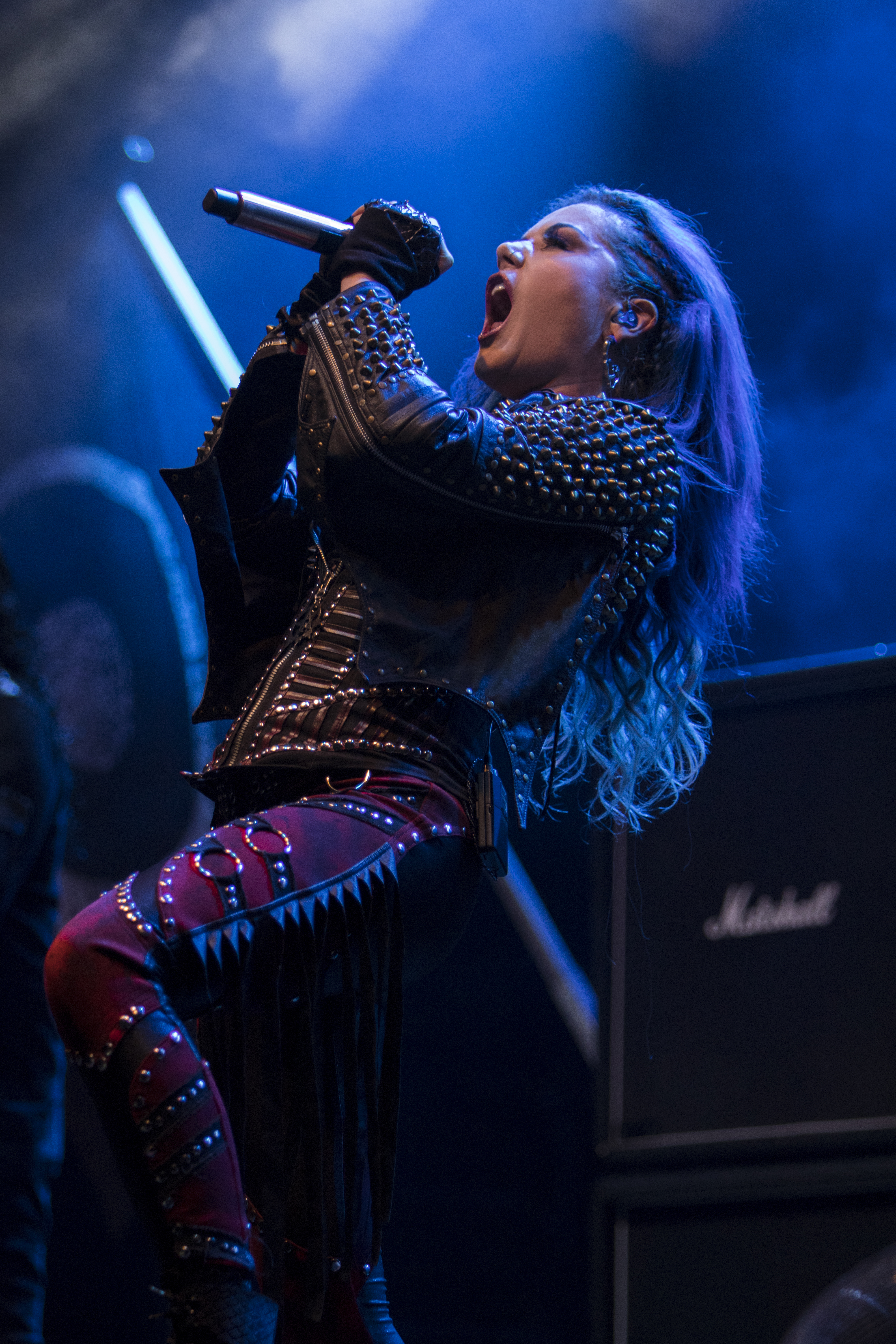
Alissa White-Gluz au John Smith Festival en 2019

## Orientations politiques

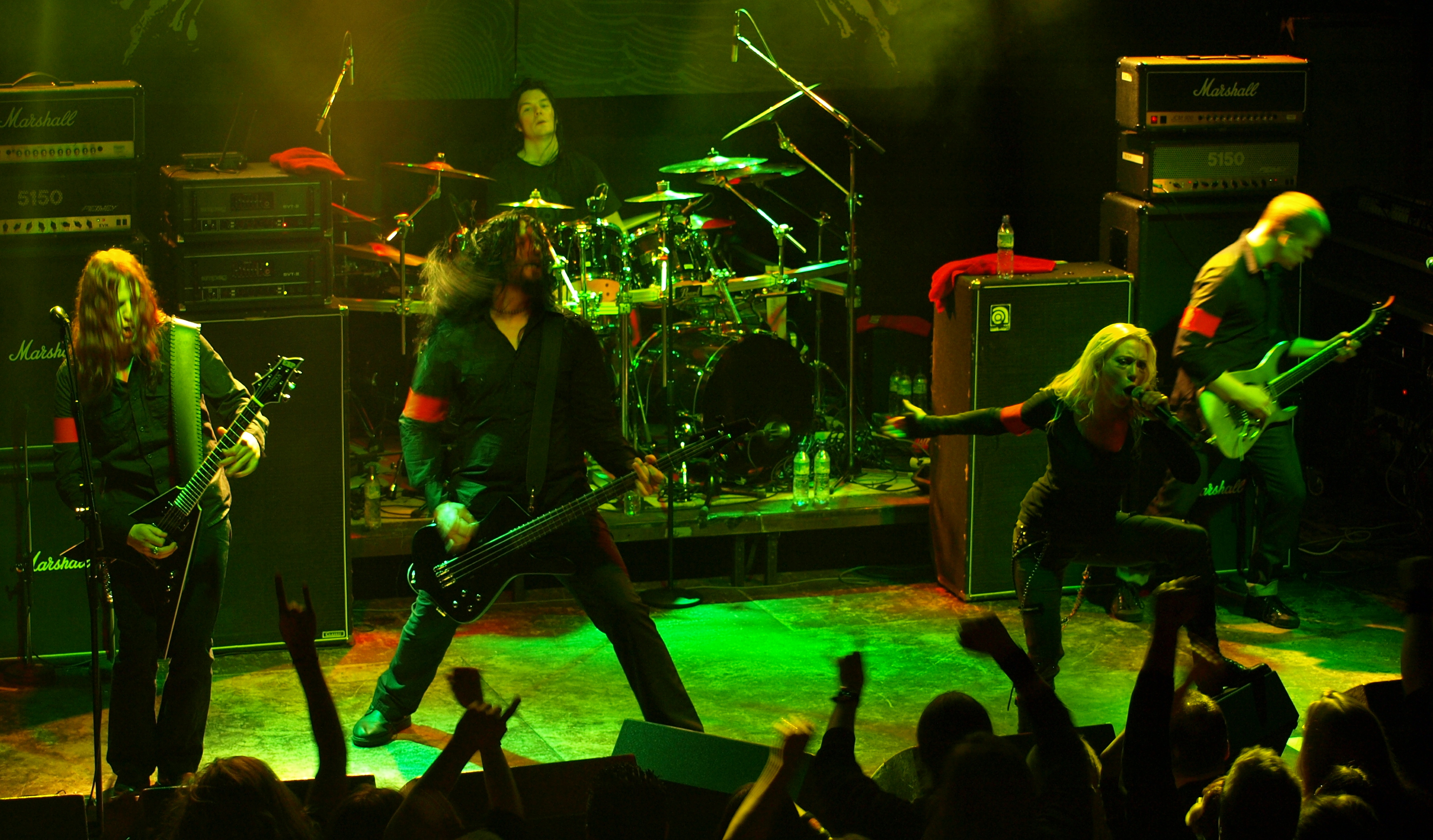
Arch Enemy sur scène.

Les paroles des chansons d'Arch Enemy ont souvent un fond revendicatif, recourant à des termes proches de la vindicte révolutionnaire et des soulèvements populaires contre toutes les formes d'oppression. Angela Gossow déclare être végétarienne, anarchiste et athée . En septembre 2011, le groupe approfondit cette orientation en s'associant à l'ONG Amnesty International, qui sera présente sur la plupart des dates de la tournée nord-américaine. Angela Gossow déclare à ce sujet : « ceux qui oppressent les masses doivent affronter la Justice [...] La scène metal est non-conformiste, [...] sortons dehors et soutenons la cause ! ». À la suite du succès de cette collaboration, le groupe poursuit son association avec Amnesty International lors de leur tournée européenne Khaos Over Europe, du 8 novembre au 22 décembre 2011, il apporte ainsi son soutien à la campagne Exprimer la liberté de l'organisation.
Dans le clip vidéo du titre Cruelty Without Beauty paru en 2012, le groupe dénonce le mauvais traitement infligé aux animaux, notamment dans le cadre de la recherche scientifique.

## Membres

### Membres actuels
- Michael Amott – guitare électrique (depuis 1995)
- Sharlee D'Angelo – basse (depuis 1999)
- Daniel Erlandsson – batterie (1996, depuis 1998)
- Alissa White-Gluz – chant (depuis 2014)
- Joey Concepcion - guitare électrique (depuis 2023)

### Anciens membres
- Angela Gossow – chant (2001-2014)
- Nick Cordle – guitare (2012-2014)
- Christopher Amott – guitare (1996–2005, 2007-2012)
- Johan Liiva – chant, basse (1996–2000)
- Martin Bengtsson – basse (1997–1998)
- Peter Wildoer – batterie (1997)
- Jeff Loomis - guitare électrique (2014 - 2023)

### Sessions et concerts
- Gus G. – guitare électrique (2005)
- Fredrik Åkesson – guitare électrique (2005–2007)
- Per Wiberg – claviers (sur Burning Bridges, Wages of Sin, Anthems of Rebellion)
- Dick Lövgren – basse (1999)
- Roger Nilsson – basse (1999−2000)

## Discographie

### Singles
- 2007 : Revolution Begins

### Compilations
- 2009 : Manifesto Of Arch Enemy (best-of, sorti le 27 février)
- 2009 : The Root Of All Evil (ré-enregistrements des 3 premiers albums studio avec Angela Gossow au chant, sorti le 28 septembre)
- 2011 : Dawn of Khaos (compilation avec deux morceaux inédits tirés de l'Album Khaos Legion)

## Vidéographie

### Clips
- 2007 : Revolution Begins, tiré de Rise of the Tyrant, dirigé par Patric Ullaeus
- 2008 : The Immortal, tiré de Burning Bridges
- 2008 : I Will Live Again, tiré de Rise of the Tyrant, dirigé par Patrick Ullaeus
- 2009 : Nemesis, tiré de Doomsday Machine
- 2009 : My Apocalypse, tiré de Doomsday Machine
- 2009 : We Will Rise, tiré de Anthems Of Rebellion
- 2011 : Yesterday Is Dead and Gone, tiré de Khaos Legions, dirigé par Patrick Ullaeus
- 2012 : Under Black Flags We March, tiré de Khaos Legions, dirigé par Patrick Ullaeus
- 2012 : Cruelty Without Beauty, tiré de Khaos Legions
- 2014 : War Eternal, tiré de War Eternal, dirigé par Patrick Ullaeus
- 2014 : No More Regrets, tiré de War Eternal, dirigé par Patrick Ullaeus
- 2014 : You Will Know My Name, tiré de War Eternal, dirigé par Patrick Ullaeus
- 2014 : As The Pages Burn, tiré de War Eternal, dirigé par Patrick Ullaeus
- 2015 : Stolen Life, tiré de War Eternal, dirigé par Patrick Ullaeus
- 2017 : The World is Yours, tiré de Will To Power, dirigé par Patrick Ullaeus
- 2017 : The Eagle Flies Alone, tiré de Will To Power, dirigé par Patrick Ullaeus
- 2017 : The Race, tiré de Will To Power, dirigé par Patrick Ullaeus
- 2021 : Deceiver, Deceiver, tiré de l'album Deceivers, dirigé par Patrick Ullaeus
- 2021 : House Of Mirrors, tiré de l'album Deceivers, dirigé par Grupa13
- 2022 : Handshake With Hell, tiré de l'album Deceivers, dirigé par Patric Ullaeus
- 2022 : Sunset Over The Empire, tiré de l'album Deceivers, dirigé par Grupa13
- 2022 : In The Eye Of The Storm, tiré de l'album Deceivers, dirigé par Mirko Witzki
- 2023 : Poisoned Arrow, tiré de l'album Deceivers, dirigé par Mirko Witzki
- 2024 : Dream Stealer tiré du single du même nom, réalisé par Patric Ullaeus
- 2024 : Blood Dynasty, tiré de l'album éponyme, réalisé par Mirko Witzki
- 2025 : Paper Tiger, tiré de l'album Blood Dynasty, réalisé par Mumpi

### Clips lyric
- 2014 : As The Pages Burn, tiré de War Eternal

### Clips live
- 2009 : Blood on Your Hands, tiré du DVD Tyrants Of The Rising Sun
- 2009 : Dark Insanity, tiré du DVD The Root Of All Evil
- 2011 : Bloodstained Cross, tiré de Khaos Legions, montage de prises de vues effectuées durant une tournée du groupe
- 2014 : Dead Eyes See No Future, tiré de Anthems of Rebellion, dirigé par Mike Amott
- 2018 : Reason To Believe, tiré de Will To Power, dirigé par Patric Ullaeus

### DVD
- 2006 : Live Apocalypse (paru le 24 juillet 2006)
- 2008 : Tyrants Of The Rising Sun - Live In Japan (paru le 24 novembre 2008)
- 2016 : War Eternal Tour : Tokyo Sacrifice (paru le 13 janvier 2016)
- 2017 : "As the stages burn : Wacken live 2016" (paru le 31 mars 2017)